# Das Duo: Wölfe und Lämmer
Wölfe und Lämmer ist ein deutscher Fernsehfilm von Johannes Grieser aus dem Jahr 2009. Es handelt sich um den 18. Filmbeitrag der ZDF-Kriminalfilmreihe Das Duo.
In ihrem siebten gemeinsamen Einsatz ermitteln Ahrens und Hertz einen Fall von häuslicher Gewalt mit tödlichem Ausgang.

## Handlung
Als die zehnjährige Nicole nach Hause kommt, findet sie ihre Mutter tot im Schlafzimmer. Sie wurde gefesselt und erwürgt. Die Kommissarinnen Marion Ahrens und Clara Hertz sprechen zuerst mit Ehemann Klaus Henning, von denen die Nachbarn zwar berichten, er sei ein höflicher Mensch, doch die ersten Ermittlungen ergeben, dass das Opfer schon einmal im Frauenhaus Zuflucht gesucht hatte, weil sie geschlagen wurde. Im Frauenhaus treffen die Kommissarinnen zufällig auf Raffaela Mai, die das Opfer kannte und von einem Liebhaber weiß. Ahrens und Hertz sprechen Henning auf seine Gewaltausbrüche gegen seine Frau an, die er damit rechtfertigt, dass Maike ihn mit ihrer sehr anspruchsvollen Art häufig provoziert hätte. Er hätte sogar das Gefühl gehabt, dass seine Frau es darauf angelegt hatte, geschlagen zu werden. Von ihrem Liebhaber hätte er gewusst und es nur als ein Abenteuer Maikes gewertet, trotzdem wären sie eine „richtig glückliche Familie“ gewesen. Er hätte seine Frau geliebt. Nach Auswertung des E-Mail-Verkehrs von Maike Henning ist allerdings klar, dass sie sich scheiden lassen wollte und sowohl das Haus als auch Unterhalt von ihrem Ehemann forderte. Damit hat er ein starkes Motiv, für die Tatzeit aber ein Alibi.
Die Überprüfung des Liebhabers, Volker Daut, ergibt keine Anhaltspunkte für eine Gewalttat. Er ist verheiratet, hat zwei Kinder und hatte bei den Hennings Gartenarbeiten erledigt. Dadurch kam es auch zum intimen Kontakt mit Hennings Frau.
Clara Hertz wird von Raffaela Mai um Hilfe gebeten, nachdem ihr gewalttätiger Freund, Kai-Uwe Plöger, ihrem Sohn Leo aufgelauert und sie dann erneut geschlagen hatte. Plöger kann zwar sehr liebevoll sein, wird aber auch sehr schnell jähzornig. Raffaela entscheidet, sich endgültig von ihm zu trennen. Per Gerichtsbeschluss will sie eine Einstweilige Verfügung gegen ihn erwirken. Zeitgleich hat aber auch sie Ärger mit den Behörden, denn das Jugendamt ist auf sie aufmerksam geworden. Wegen häufiger Abwesenheit der Mutter drohe Verwahrlosung ihres Sohnes und so wird Leo in Obhut genommen und in ein Kinderheim gebracht. Da sich Kommissarin Hertz für Raffaela einsetzt, kann sie ihr Leo zurückbringen, den sie persönlich vom Jugendamt abholt. Als sie mit ihm vor Raffaelas Wohnung steht, bemerkt sie, dass etwas nicht stimmt. Sie bringt Leo in Sicherheit und informiert das SEK. Raffaela wird von Plöger mit einer Pistole bedroht und er ist entschlossen, sie und sich selbst zu erschießen, weil er eine endgültige Trennung nicht akzeptieren will. Noch bevor die Kollegen eintreffen, dringt Clara Hertz in die Wohnung ein und versucht Plöger zum Aufgeben zu bewegen. Das misslingt und Hertz muss auf Plöger schießen, dabei schießt auch er und trifft Raffaela tödlich. Nachdem er im Krankenhaus versorgt ist und der Polizei seine DNA zur Verfügung steht, kann nachgewiesen werden, dass er sich auch im Haus der Hennings aufgehalten hatte. Er wird befragt und räumt ein, dort gewesen zu sein. Er hätte Maike Henning mit Raffaela zusammen gesehen und weil sie nach „Kohle aussah“, sei er ihr gefolgt. Er hätte abgewartet, bis niemand mehr im Haus war und sei dann dort eingedrungen. Als unerwartet Frau Henning zurückkam, hätte er sie aufs Bett geworfen, gefesselt und geknebelt und sei panisch weggelaufen. Getötet hätte er sie nicht.
Ahrens und Hertz befragen daraufhin noch einmal Klaus Henning. Er räumt nun ein, seine Frau erdrosselt zu haben, als er sie hilflos auf dem Bett gefesselt vorfand. Es sei aber nicht die drohende Scheidung und Unterhaltsklage gewesen, die ihn dazu brachte, sondern die Angst, seine Tochter zu verlieren, wenn Maike sie mit sich genommen hätte.

## Hintergrund
Wölfe und Lämmer wurde in Lübeck gedreht und am 10. Oktober 2009 um 20:15 Uhr im ZDF erstausgestrahlt.

## Rezeption

### Einschaltquote
Bei der Erstausstrahlung am 10. Oktober 2009 im ZDF wurde Wölfe und Lämmer von 5,96 Millionen Zuschauern gesehen, was einem Marktanteil von 20,3 Prozent entsprach.

### Kritiken
Rainer Tittelbach von tittelbach.tv meinte: „Das in vielen Krimis oft ausufernde Ermittlungskleinklein verlagert Autor Norbert Ehry häufig ins Off. So bleibt ihm Raum, um das Thema nicht nur als Krimi-Effekt auszuschlachten, sondern in seiner Vielschichtigkeit auszuloten, indem er eine gewalttätige Beziehung in seiner typischen Entwicklung bis zum bitteren Ende ablaufen lässt.“ „‚Wölfe und Lämmer‘ ist einer der bisher stärksten Filme aus der Reihe […]. Da stimmen die psychologischen Zwischentöne und selbst das Kurzschließen der beiden Geschichten ist nicht allein dem ästhetischen Zufallsprinzip geschuldet.“
Die Kritiker der Fernsehzeitschrift TV Spielfilm vergaben die bestmögliche Wertung (Daumen nach oben) und meinten „Wühlt auf, macht wütend und traurig“.
Julian Miller bei Quotenmeter.de wertete sehr kritisch: „Der Spannungsbogen des an sich spannenden und interessanten Mordfalls wird durch das Herumbohren in Familienabgründen leider unnötig verformt und der Ausgang ist äußerst stereotyp geraten: Die Frauen sterben, die Männer überleben und werden bestraft, während die Kinder die Hauptleidtragenden sind. Wesentlich interessanter als die Figur der Clara Hertz ist die ihrer Kollegin Marion Ahrens, die aber leider sehr in den Hintergrund abrutscht. Ihre kühle, nüchterne Art hätte viel Potential für spannungsgeladene Szenen geliefert.“